# Gasteria
Gasteria es un género de plantas suculentas, nativas de Sudáfrica. Está emparentada con los géneros Aloe y Haworthia. El género es taxonómicamente incluida en la Familia Xanthorrhoeaceae. Es originario de Sudáfrica.

## Cultivo
Las especies de Gasteria deben crecer en suelos bien drenados, más bien arenosos. La mayoría de las especies prefieren ligera sombra, debiéndoselas proteger del sol directo o de otras condiciones extremas. Un mantillo inorgánico es bueno colocar alrededor de las plantas para evitar malezas. El mantillo, y también algún compost o abono, se colocan al comienzo de la estación de crecimiento.
La germinación ocurre a los 8 días, pero depende (hasta un mes) de las especies. 
Se las riega frecuentemente en primavera, verano, y otoño, sin encharcar. Se sugiere suspender el riego de la Gasteria en invierno. Así, habría que reenmacetar cada 3 a 4 años.
Las Gasterias florecen con un largo tallo floral de 50 cm, y flores de color rosa en invierno. 
- Gasteria acinacifolia Haw.
- Gasteria antandroi Decary
- Gasteria armstrongii Schönland
- Gasteria batesiana Baker
- Gasteria baylissiana Rauh
- Gasteria carinata Mill. & Duval
- Gasteria croucheri Baker
- Gasteria disticha Haw.
- Gasteria doreeniae van Jaarsv. & A.E.van Wyk
- Gasteria ellaphieae van Jaarsv.
- Gasteria excelsa Baker
- Gasteria glauca van Jaarsv.
- Gasteria glomerata van Jaarsv.
- Gasteria latifolia Hort. ex Baker
- Gasteria nitida Haw.
- Gasteria pendulifolia van Jaarsv.
- Gasteria pillansii Kensit
- Gasteria polita van Jaarsv.
- Gasteria pulchra Haw.
- Gasteria rawlinsonii Oberm.
- Gasteria tukhelensis van Jaarsv.
- Gasteria vlokii van Jaarsv.
- Gasteria worrinkae Hort. ex Guillaumin